# Pierre-Joseph Desault
Pierre-Joseph Desault (* 6. Februar 1744 in Vouhenans, heute im Département Haute-Saône; † 1. Juni 1795 in Paris) war ein französischer Chirurg von europäischem Rang. Er wirkte als Chefchirurg am Hôtel-Dieu und Professor der Chirurgie in Paris. Desault führte in Frankreich die vor allem auf Anatomie und Physiologie basierende chirurgisch-klinische Unterrichtsmethode ein.

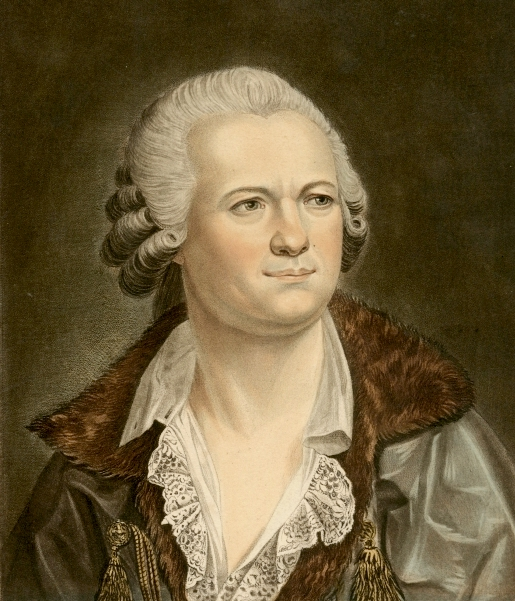
Pierre-Joseph Desault

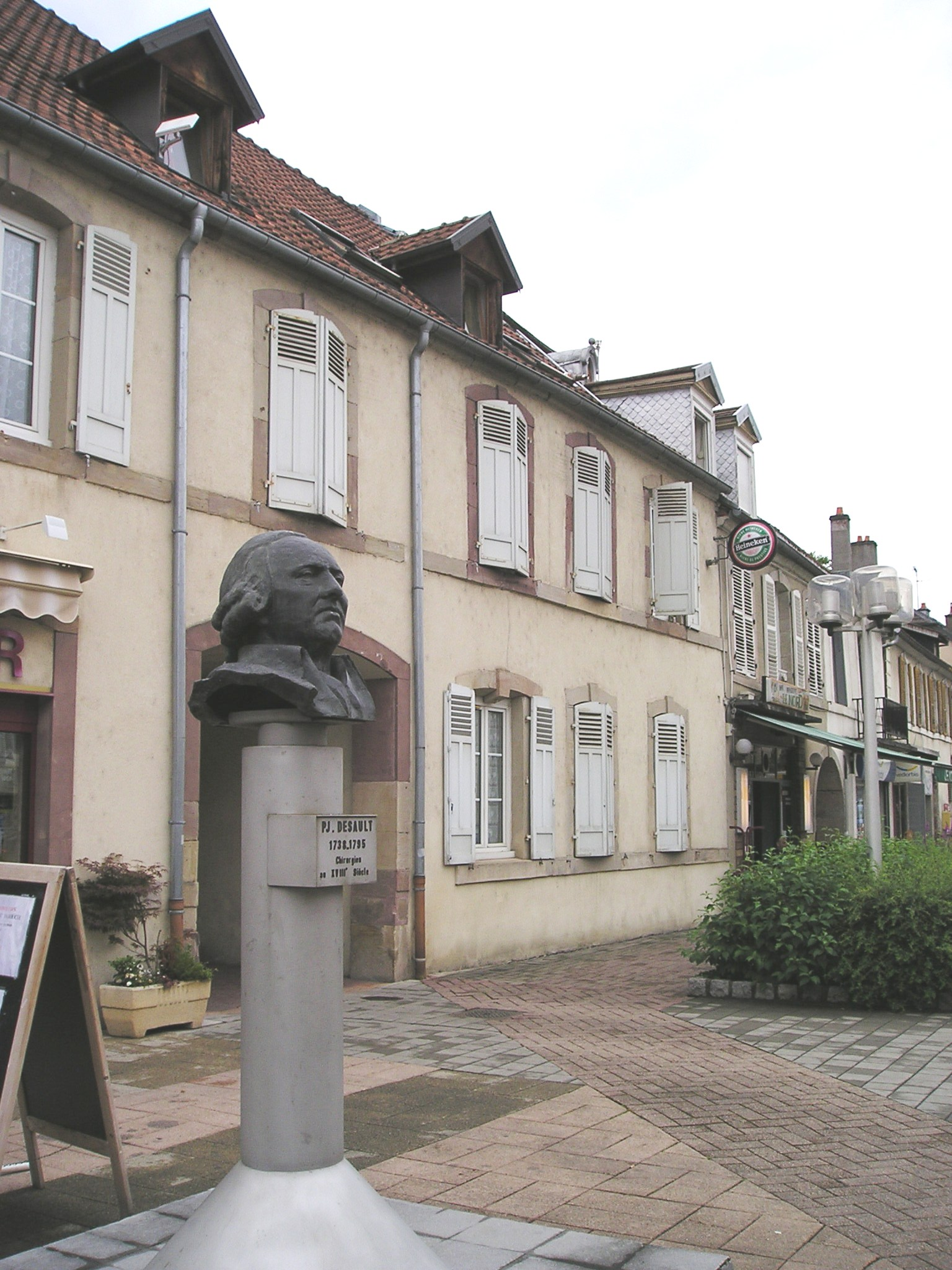
Pierre-Joseph-Desault-Denkmal in Lure

## Leben und Wirken
Desault wurde als armer Dorfjunge von Jesuiten erzogen, die ihn in alten Sprachen und Mathematik unterrichteten. Er erlernte, entgegen den Plänen seines Vaters, der ihn gern als Geistlichen gesehen hätte, die Chirurgie bei einem Bader in Lure, wo er Aderlass und Rasieren lernte, und im Kriegshospital von Belfort, wo er hauptsächlich Schusswunden behandelte und begann, sich für Anatomie zu interessieren. Fünf Jahre später, im Jahr 1764, kam er nach Paris, wo er als Schüler des Anatomen Antoine Petit das Collège de Chirurgie besuchte und schon nach zwei Jahren, unterstützt von Antoine Louis, den Lehrstuhl der Anatomie erhielt. Sein Ruf zog bald sehr viele Studenten an. 1776 bis 1782 war er Operateur am Hospice de Écoles. Obwohl er kein Mitglied des Collège de chirurgie war, erhielt er 1776 eine Professur an der Ecole pratique. Seine Dissertation über die Blasenstein-Extraktion zeichnete sich durch Genauigkeit und Kürze aus. 1782 wurde er Chefchirurg (Erster Wundarzt) im Hôpital de la Charité und 1785 Chefchirurg und Lehrer im Hôtel-Dieu de Paris, wo er den Unterricht am Krankenbett und öffentliche Operationen (gegen den Widerstand der dort tätigen Nonnen) einführte und das als erste chirurgische Klinik Frankreichs unter ihm zu einem europäisches Zentrum der Chirurgie wurde. Auf Desaults Betreiben wurden auch vermehrt Krankenbetten für eine Person benutzt und unter anderem eine bessere Einrichtung der Säle vorgenommen. Als die Französische Revolution ausgebrochen war, gehörte Desault zu den Wenigen, die mit dem chirurgischen Unterricht fortfuhren. Im Jahr 1795 wurde er Professor für klinische Chirurgie an der 1794 auf Vorschlag von François Chaussier und Antoine François de Fourcroy neugegründeten, Ärzte und Wundärzte gemeinsam ausbildenden École de santé in Paris (An dieser Schule lehrten bedeutende Ärzte wie Chaussier, Antoine François de Fourcroy, Pierre Lassus, Pierre-François Percy, Raphaël Sabatier und Jean Louis Baudelocque). Etwa ein Jahr zuvor war er, nachdem sein Feind Pierre-Gaspard Chaumette, der Präsident der Gemeindeverwaltung, ihn zweimal wegen unterlassener Hilfeleistung bei Verwundeten hatte anklagen lassen, aufgrund eines Arrestbefehls des Revolutionsausschusses für drei Tage im Gefängnis von Luxemburg inhaftiert worden. Der erschöpfte Desault erkrankte an einen „bösartigen Nervenfieber“ mit Delirien, wurde von seinen Schülern besucht und von Chopart und Corvisart ärztlich behandelt, starb jedoch nach vier Tagen. Sein plötzlicher, einige Tage nach dem Tod von seinem im Temple behandelten Patienten Ludwig XVI. eingetretene Tod wurde seinerzeit in der Öffentlichkeit ohne konkrete Beweise auf eine Vergiftung zurückgeführt.
Desault, der ab 1782 ein Kabinett anatomischer Präparate angelegt hatte, schuf in Frankreich die chirurgische Anatomie und war der Stifter einer neuen chirurgischen Schule. Sein Hauptverdienst besteht darin, dass er Genauigkeit und Methode in das Studium der Chirurgie brachte, die Behandlung der Knochenbrüche durch Einführung besserer Verbandarten vervollkommnete und zuerst die klinische Behandlungsweise der Wundarzneikunst in Frankreich einführte. Nach ihm ist der Desault-Verband benannt, ein von ihm 1787 entwickelter Verband zur Ruhigstellung von Schultergelenk und Oberarm bei Schlüsselbeinbrüchen. Eine weitere Benennung nach ihm ist das Desault-Zeichen, die Rotation bei Schenkelhalsbruch. Als Mann der Praxis veröffentlichte er wenig; seine Ideen wurden aber von seinen Schülern, zu denen unter anderem Xavier Bichat, Alexis Boyer, Chopart und Corvisart gehören, festgehalten.

## Schriften
Im Jahr 1779 hatte Desault mit seinem Freund François Chopart die Schrift Traité des maladies chirurgicales et des opérations herausgegeben. Aufgrund verschiedener Mängel ließ er jedoch alle erhältlichen Exemplare aufkaufen und verbrennen. Desaults Lehre findet sich in den von seinen Schülern im Hôtel-Dieu gemachten und im Journal de Chirurgie (Paris 1791–1795, 4 Bände, herausgegeben von Desault; deutsch, Frankfurt 1801–1806, 12 Bände) mitgeteilten Beobachtungen sowie in den von seinem Schüler Marie François Xavier Bichat unter Desaults Namen verfassten, von seinem treuesten Freund, wie Desault Mitglied der Académie royale de chirurgie in Paris, Chopart herausgegebenen Oeuvres chirurgicales (Paris 1798–1803, 3 Bände; neueste Ausgabe von Roux 1813; deutsch von G. Wardenburg, Göttingen 1799–1800, 4 Bände).